# Propofol

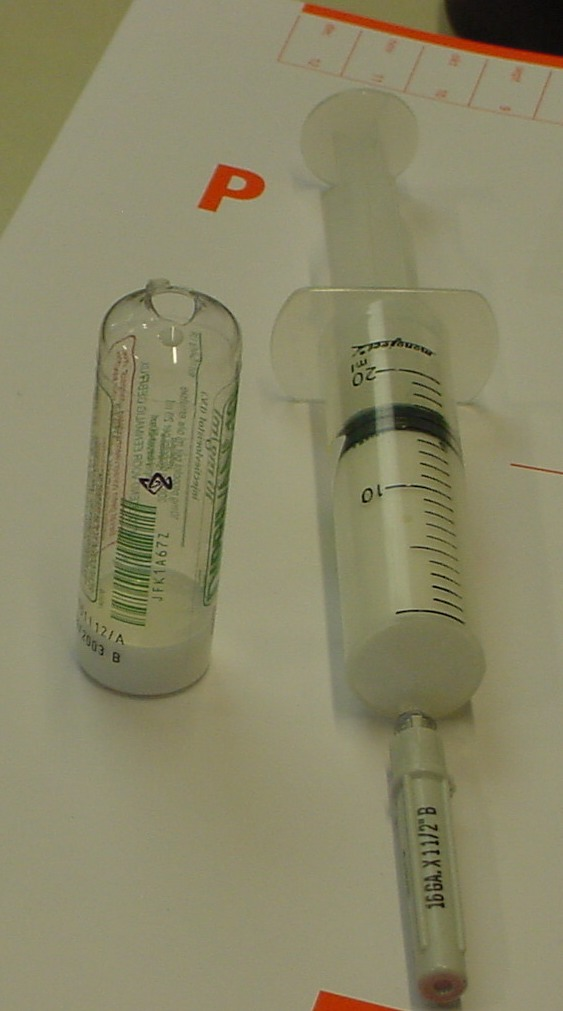
Propofolinjectie

Propofol (merknaam Diprivan) is een intraveneus anestheticum voor het toepassen van algehele anesthesie.
De stof is opgenomen in de lijst van essentiële geneesmiddelen van de WHO.

## Algemeen
Propofol is een vloeistof die gebruikt wordt zowel voor het inslapen (inductie) bij de anesthesie als het onderhouden van anesthesie (maintenance). Dit laatste gebeurt door middel van continue infusie van propofol met een infuuspomp. Er zijn twee soorten pompen: de eerste is een continue pomp waarbij men zelf handmatig de pompstanden wijzigt. De tweede is een geautomatiseerde pomp (Target Controlled Infusion (TCI)), aan de hand van leeftijd en gewicht berekent de software van de pomp de dosis per kg/uur, hierdoor kan men nauwkeurig doseren.

## Dosering
Voor de inductie van anesthesie is ongeveer 1,5-2,5 mg/kg propofol nodig. Voor het onderhoud van de anesthesie door middel van een continu infuus zal de doseringsbehoefte gewoonlijk 6–12 mg/kg/uur bedragen. Ter sedatie wordt 0,3–4 mg/kg/uur gegeven. Bij een slechte algemene conditie kan de dosering zo nodig worden aangepast. De dosering is tevens afhankelijk van de gekozen anesthesietechniek, bijvoorbeeld bij TCI in combinatie met remifentanil.

## Indicaties
Inleiden (inductie) en onderhoud (maintenance) van anesthesie. Verder sedatie en angstreductie (anxiolyse). Sedatie vindt plaats tijdens regionale anesthesie of tijdens beademing op de intensieve zorg. Propofol wordt soms gebruikt tegen jeuk of misselijkheid (in een lage dosering).
Wegens beschikbaarheidsproblemen met thiopental is propofol als coma-induceerder opgenomen in de nieuwe richtlijn uitvoering euthanasie in Nederland. Het gebruik bij palliatieve sedatie werd in januari 2014 juist weer heroverwogen.

## Contra-indicaties
Allergie voor propofol (of een van de bestanddelen zoals soja-eiwitten). Kinderen onder 1 maand. Bewezen of verdenking op het syndroom van Brugada. Langdurige continue infusie in verband met mogelijke beschadiging vaatwand.

## Bijwerkingen
Alle intraveneuze anesthetica hebben een effect op het cardiovasculaire systeem (bloeddrukdaling) en op het ademhalingsstelsel (ademhalingsdepressie, ademstilstand). Daardoor moet er altijd een deskundige specialist in de buurt zijn bij het gebruik van deze stof. Daarnaast is de injectie van propofol pijnlijk, waarvoor meestal lidocaïne wordt toegevoegd aan de propofol. Ernstige allergische reacties zijn beschreven. Misselijkheid en braken treedt bij propofol minder op dan bij andere intraveneuze anesthetica. Hartritmestoornissen en plotse dood bij dragers van erfelijke vormen van afwijkingen in de cardiale elektrische kanalen komen voor.

## Specifiek
Een specifieke bijwerking is het vetembolie-syndroom, doordat propofol is opgelost in een vettige emulsie. In eerste instantie werd propofol op de markt gebracht in een vettige emulsie met kippeneiwit. Dit gaf veel allergische reacties, reden waarom momenteel  sojaolie (10% emulsie met sojaolie en eifosfatide) wordt gebruikt. Bij een lage dosering geeft propofol soms euforie. Het geeft een snel ontwaken uit anesthesie. Bij kinderen zijn tijdens gebruik op de intensive care ernstige bijwerkingen beschreven met onder andere acidose, hyperlipidemie (hoog vetgehalte in het bloed) en rabdomyolyse (spierafbraak).

## Farmacologie
Propofol is een fenol (di-isopropylfenol). De halveringstijd is 30-60 minuten. Het distributievolume is hoog. Metabolisme vindt met name plaats in de lever (maar ook daarbuiten). De klaring van inactieve metabolieten gaat via de nieren.

## Merknamen
- Diprivan (Aspen)
- Propofol (Fresenius-Kabi)

## Trivia
- Michael Jackson is overleden aan een hartstilstand door waarschijnlijk een overdosis propofol.[3]
- In de Amerikaanse staat Missouri wordt het middel sinds 2012 gebruikt om de doodstraf te voltrekken.[4][5]
- Propofol wordt in de wandelgangen ook wel "muizenmelk" genoemd vanwege de witte, melkachtige kleur.